# Natalija Gros
Natalija Gros (* 29. listopadu 1984, Kranj) je slovinská reprezentantka ve sportovním lezení na obtížnost a v boulderingu. Mistryně a vicemistryně Evropy, vítězka světového poháru a juniorská mistryně světa, třikrát vyhrála Evropský pohár juniorů.

## Výkony a ocenění
- nominace na první Světové hry v lezení na obtížnost, kde skončila druhá
- držitelka nejvíce titulů v celkovém hodnocení Evropského poháru juniorů v lezení na obtížnost
- 2011: Bloudkova plaketa, slovinské státní sportovní ocenění

### Sportovní výstupy ve skalách
- 2006: Strelovod, 8c, Mišja peč, Slovinsko
- Histerija 8c+, Mišja peč, Slovinsko

### Závodní výsledky
| Světové hry | Světové hry |
| Rok         | 2005        |
| ----------- | ----------- |
| Obtížnost   | 2           |

| Arco Rock Master | Arco Rock Master |
| Rok              | 2014             |
| ---------------- | ---------------- |
| Duel             | 8                |

| Mistrovství Evropy | Mistrovství Evropy | Mistrovství Evropy |
| Rok                | 2004               | 2008               |
| ------------------ | ------------------ | ------------------ |
| Obtížnost          | 2                  |                    |
| Bouldering         |                    | 1                  |